# Der Räuber
Der Räuber ist ein Roman von Robert Walser, der im Juli und August 1925 in Bern entstand, jedoch erst 1972 (posthum) von Jochen Greven herausgegeben wurde. 
Der Entwurf dieses Romans zählt zu den sogenannten Mikrogrammen, die Robert Walser mit einem Bleistift in einer Miniaturschrift verfasste, welche eine mikroskopische Verkleinerung der deutschen Kurrentschrift darstellte; so hatte der gesamte Entwurf des „Räuber“-Romans Platz auf 24 Manuskriptseiten (zum Vergleich: Die Suhrkamp-Ausgabe umfasst 191 Druckseiten). Aufgrund der schweren Leserlichkeit wurde Walsers Miniaturschrift häufig fälschlicherweise als „Geheimschrift“ bezeichnet. Eine erste Transkription des „Räuber“-Manuskripts wurde von Jochen Greven unter Mitarbeit von Martin Jürgens, eine Revision von Bernhard Echte und Werner Morlang vorgenommen. In der Literaturwissenschaft herrscht die Auffassung vor, dass der Roman von Robert Walser niemals zur Veröffentlichung bestimmt gewesen sei. Das Manuskript trug auch keinen Titel.

## Inhalt
Der „Räuber“ ist ein Bohemien, Müßiggänger und mittelloser Schriftsteller, der von der Gesellschaft aufgrund seiner Unfähigkeit und seines Unwillens, sich einzufügen, ausgegrenzt und belächelt wird und der „vielleicht froh wäre, wenn irgend jemand an sein Räubertum geglaubt hätte“. Der Erzähler des Romans scheint ein vom Räuber beauftragter Autor zu sein; er soll dessen Geschichte niederschreiben, die eigentlich schnell erzählt wäre: Der Räuber hat eine Zeitlang im Ausland gelebt, musste jedoch nach Bern zurückkehren, nachdem er sich die Zuwendungen seines Mäzens verscherzt hatte; in Bern, zum Teil von seiner Wirtin ausgehalten, zum Teil gelegentliche Büroarbeiten ausführend, lebt er in den Tag hinein und hat zahlreiche Begegnungen, vor allen Dingen mit Frauen, wobei es jedoch immer bei einer eher flüchtigen Annäherung bleibt. Er verliebt sich zunächst in ein bürgerliches Mädchen namens Wanda, dann in eine Saaltochter (Kellnerin) namens Edith. Als der Räuber in einer Kirche einen öffentlichen Vortrag über die Liebe halten soll und dabei Edith durch seine Ausführungen demütigt, wird er von ihr angeschossen, überlebt jedoch die Verletzung.
Diese eher spärliche Handlung ist jedoch nur ein Gerüst für zahllose Abschweifungen und, vor allen Dingen, für den hier dargestellten Erzählprozess, der das eigentliche Thema des Romans ist.

## Form
Bei dem Text handelt es sich um die Darstellung eines (wenn auch in 35 Textsegmente gegliederten) fortlaufenden Schreibprozesses, im Sinne eines Erzählprozesses, der als solcher selbstreferentiell thematisiert wird und chronologisch abläuft, während der Erzähler auf die Ereignisse, über die er berichtet, frei und scheinbar ungeordnet oder seiner eigenen Ordnung folgend zugreift. 
Der Text beginnt mit den Sätzen „Edith liebt ihn. Hiervon nachher mehr“ (7), womit eine wichtige Strukturierungsebene, nämlich ein Geflecht aus Vorverweisen und Verrätselungen, gleich zu Anfang eingeführt wird. Dieses Geflecht spielt mit den Erwartungen des Lesers, stellt ein An-der-Nase-Herumführen dar: Manche der Vorverweise bleiben uneingelöst, andere beziehen sich auf Ereignisse, die für den Fortgang des Geschehens (das ohnehin keine wichtige Rolle spielt) völlig irrelevant sind oder nicht in dem Zusammenhang miteinander stehen, der impliziert wurde. „Doch nun mit Verlaub von einem Dienstmädchen und einem Kniekuss und einem Buch, das in einem Chalet abgegeben wurde“ (24), heißt es beispielsweise – es erweist sich dann aber, dass die Episoden gar nichts miteinander zu tun haben: „Er fragte den Knaben: 'Darf ich dein Dienstmädchen sein? Das wäre süß für mich.' (…), und nun küsste dies räuberische Dienstmädchen dem Knaben die Knie. (…) Mit dem Abgeben des Buches war es so: Dem Räuber war ein Buch geliehen worden von einer Dame mit weißem Haar, die innerlich sehr jugendlich fühlte.“ (27)
Neben dem Verwirrspiel hat das Verweisgeflecht auch die Funktion, den Vorgang des Erzählens und des Strukturierens eines zu behandelnden Stoffes sichtbar zu machen – der Erzähler erinnert sich quasi selbst ständig daran, was noch abzuhandeln sein wird – und gleichzeitig ein geordnetes Erzählen, wie es in Romanen des neunzehnten Jahrhunderts stattfindet, zu persiflieren. Eine Erwartung des Lesers, eine geordnete Geschichte vorzufinden, wird unterstellt; der Erzähler triumphiert, wenn er dieser Erwartung – rein formal – entsprochen hat: „Und nun habe ich ja mein Versprechen eingelöst. Ich versprach ein Gespräch der Amouren des Räubers. Viele halten uns für vergesslich. Aber wir denken an alles.“ (120) Die Forderung nach einem kohärenten Erzählen mit aufeinander bezogenen Handlungselementen wird persifliert, indem der Erzähler vorgibt, genau dies zum Ziel zu haben: „Genfergasse und Portugal, wie bringe ich diese Auseinandergelegenheiten in Zusammenhang? Vor was für Schwierigkeiten ich mich da stelle.“ (29) Im Erzählfluss werden erzähldramaturgische Kniffe explizit gemacht und damit travestiert: „Wir wollen alles das im Interesse verhaltener Interessantheit aufsparen.“ (46 f) 
Ständige Abschweifungen sind formales wie inhaltliches Prinzip des Romans; dabei wird, unter anderem durch das Verweisgeflecht, oft ein Zusammenhang behauptet: „Und jetzt komme ich also aufs Handarbeiten zu reden und sage folgendes. Bei Schriftstellern bedeutet Reden eine Arbeit, aber bei Handarbeitern ist Reden eine Schwatzhaftigkeit, folglich ein Versuch zu feiern“ (85). Manchmal finden die Abschweifungen allerdings auch statt, ohne dass eine Anbindung ersichtlich wäre, als einfache Gedankensprünge: „Zu Mittag gab es gewöhnlich Spaghetti, ach ja, und er aß sie immer wieder herzlich gern. Wie eigentümlich ihm das manchmal vorkam, daß er sie nie müde wurde, schmackhaft zu finden. Gestern schnitt ich mir eine Gerte ab.“ (11)
Der Erzähler nimmt sich die Freiheit, seine eigene Geschichte mit der des Räubers zu vermischen, und ruft sich dann selbst wieder zur Ordnung: „Armer Räuber, ich vernachlässige dich ja ganz.“ (15) Von der Geschichte ausgehend gelangt er auch zu einer Fülle allgemeiner Sentenzen: „Liebende sind dumm und zugleich durchtrieben, aber uns scheint das unstatthaft gesprochen.“ (32) Solch ein Zurücknehmen und Sich-Einschränken des Erzählers ist programmatisch und entspringt dem kontinuierlichen Schreibfluss. Impulse und Momentanregungen, die sich aus dem Erzählfluss heraus ergeben, werden aufgegriffen, als Textmotor gebraucht; der Erzähler kommentiert sich selbst, seine Schachzüge im Erzählfluss: „Und nun sage ich Ihnen da etwas Pittoreskes“ (58) oder: „Einmal hat er in jenem anderen Sälchen ein Huhn verspeist und dazu Dole getrunken. Wir sagen das nur, weil uns im Moment nichts Erhebliches einfällt. Eine Feder redet lieber etwas Unstatthaftes, als dass sie auch nur einen Moment lang ausruht.“ (77) An einer Stelle formuliert er explizit, es müsse „eben ein Impulsives ins Schreiben hineinkommen“ (77), was man als poetologisches Konzept des Romans begreifen kann.
Es schwankt, inwieweit der Erzähler bei alldem die Zügel in der Hand behält. Manchmal spricht der Erzähler, als habe er sich an den objektiven Gegebenheiten der Welt, von der er berichtet, zu orientieren und ihnen gerecht zu werden; an anderen Stellen behandelt er den Räuber jedoch als literarische Figur, über die er nach eigenem Gutdünken verfügen kann: „Und nachher muss mir der Räuber endlich mal zu einem Arzt. Das kann ich unmöglich länger mitansehen, wie er sich jeder Prüfung entzieht. Finde ich keine passende Partie für ihn, so muss er mir wieder ins Büro.“ (88) Neben solchen Demonstrationen auktorialer Freiheit stehen Unsicherheiten in Bezug auf das zu Erzählende: „(…) oder war ihr etwa der Verlobte gestorben? Wir wissen es nicht und sollen es auch nicht wissen und wünschen es auch nicht“ (174). Im Erzählprozess wird die Wechselwirkung zwischen der Außenwelt, aus der der Erzähler seine Eindrücke bezieht, und seinen eigenen, willkürlichen Entscheidungen aufgezeigt. Da der Erzähler auch Unwahrheiten eingesteht („Unsere obige Anspielung auf die Zartheit, womit er im Klavierspiel unterricht worden sei, ist vielleicht einer Laune entsprungen und entbehrt der Wahrscheinlichkeit“ (29)), verschwimmen die Bezüge; Unwägbarkeiten können sowohl in der Außenwelt als auch im Erzählvorgang selbst liegen. Es wird darauf verwiesen, dass der Text lediglich ein Netz oder Koordinatensystem darstellt, mit vielen Leerstellen, über die der Autor nicht Bescheid wissen kann. Und auch dies wird persifliert, indem der Erzähler betont, nebensächliche Details nicht zu kennen: „(…) und nun lächelte sie ihm eines Abends, ich weiß nicht bestimmt, um wieviel Uhr, sirenenhaft zu.“ (130)
In der zweiten Hälfte des Buches wird der Erzählfluss zunehmend durch längere Einschübe unterbrochen, bei denen es sich um Monologe der Figuren bzw. lange, übersteigerte Figurenrede handelt, aber auch um einen anonymen Brief und den öffentlichen Vortrag des Räubers in einer Kirche. Diese Einschübe zeigen jedoch kein figurencharakteristisches Sprechen, sondern sind, ähnlich wie die Erzählerrede, eher im Sinne einer Impulsfolge strukturiert: „Haben Sie kein Gedächtnis für das, was die Offiziere im Krieg Unmögliches leisteten? Indem Sie ihr Möglichstes taten, verrichteten sie das Menschenunmögliche und aßen vermutlich ihren Untergebenen nicht so sehr das Brot auf, als dass sie das Brot, das sie den Soldaten verpflichtet waren, zu geben, an Schieber verkauften, um dafür Champagner zu bekommen (…). Doch was sage ich da in der vollendeten Zerstreutheit?“ (156) 

## Sprache

### Allgemeines
Viele sprachliche Register werden gezogen – salopper Tonfall, Ironie, kalauernde Wortspielereien, Parodien auf gehobenen Tonfall. Da der Text in Form eines kontinuierlichen Erzählstromes geschrieben ist, gehen diese unterschiedlichen Tonfälle ineinander über. Häufig wird mit formalen Analogien, mit Gleichklängen, Reimen, Assoziationen gespielt: „Der Sexuelle oder Intellektuelle hatte ihn aufgeweckt“ (138), „Wir unterließen nicht, ihn zu rügen. Du kennst ja übrigens allem Anschein nach die in der Ostsee gelegene Insel Rügen nicht“ (75), „Holdheiten und Goldheiten“ (188). Thomas Bolli weist in seiner Arbeit „Inszeniertes Erzählen“ (Bern 1991) darauf hin, dass die hohe sprachliche Kohäsion des Textes mit einer Inkohärenz des Berichteten einhergehe – oft finden Überleitungen spielerisch auf formal-sprachlicher Ebene statt, wobei gewagte Gedanken- und Themensprünge vollzogen werden.
Der Text ist durchzogen von Tautologien, wie zum Beispiel „geeigneten Platzes und Ortes“ (66), und Synonymbildungen; der Räuber etwa wird als „unser Kenner der Umgebung von Pontarlier“ (10), „unser oft und viel Französisch Lesender“ (11), „unser Petrukio“ (12), „der Liebhaber von Schokoladenstängeli“ (18) etc. bezeichnet. Typisch sind auch sperrige neologistische Komposita wie „der Weniginbetrachtfallende“ (23) und gewollte Umständlichkeiten und Plumpheiten in Wortwahl wie Satzbau: „keine Attacken auf Damen und andere Begehrenswürdigkeiten“ (60), „Also mit der Pistolenkugel der Liebe zu diesem Mädchen mit den Goldaugen in der Brust entfernte sich der seelengute Räuber immer mehr von der Stadt“ (89). 
Beschreibungen scheinen häufig eher der Lust am Sprachfluss zu entspringen, als sich wirklich auf das Beschriebene zu beziehen: „Die Haut war warm und kalt, trocken abgerieben und feucht zugleich.“ (53) Walser lässt seine Stilmittel kollidieren, etwa wenn er, wie hier, Verniedlichung und Übertreibung aufeinandertreffen lässt: „Die Herablächelei [zweier Herren auf den Räuber] glich einem Springbrunnen, der des Räubers Näschen tüchtig nass machte. Doch starb er zum Glück nicht an der Benetzung.“ (24) Attribute und Verben werden häufig auf etwas bezogen, zu dem sie nicht zu passen scheinen, so ist etwa die Rede vom „Tragen und Mitschleppen des Titels Dame“ (153).
Charakteristisch ist eine Unangemessenheit der Sprache zum Erzählgegenstand – durch Banalisierung („Da brach auch noch der Weltkrieg aus, und die Pension fing bald an, sich Ausländern bekannt zu machen“ (128)) wie durch umständliche Umschreibungen einfacher Gegenstände oder Sachverhalte (wenn etwa von „witfraulichen Gebrauchsgegenständen“ (23) die Rede, ein Löffel gemeint ist) oder durch eine Beschreibung alltäglicher Handlungen in gehobenem Ton: „Der Räuber war mit Lampenanzünden beschäftigt und stand zu diesem Behuf auf einem Stuhl“ (77). Auch lyrisches Pathos wird parodiert: „Sie schwieg und bekam dabei etwas, das auf einer Frauenfigur von Dürer schwebt, so etwas Nachtvogelhaftscheues, in der Finsternis die Meere Überfliegendes, etwas in sich hinab Wimmerndes.“ (40) In der Wahl „unpassender“ Sprache kann man eine bestimmte Haltung zur Welt ausgedrückt sehen: Eine Unfähigkeit, die passenden gesellschaftlichen Codes zu wählen, die einhergeht mit einem Gespür für das Lächerliche gesellschaftlicher Codes schlechthin.

### Bedeutung der Bezeichnung „Räuber“
Die Benennung „Räuber“ verweist auf eine Einschätzung des Bürgertums, das den mittellosen Künstler als Nutznießer aburteilt, und bringt zugleich eine Selbsteinschätzung des Schriftstellers zum Ausdruck, der sich als Räuber etwa von „Landschaftseindrücken“ (32) und „Neigungen“ (32) sieht. Auch hier wird wieder eine gewisse Unangemessenheit der Sprache zum ausgedrückten Sachverhalt spürbar.
Darüber hinaus lassen sich Bezüge zur literatur- und kunstgeschichtlichen Räuber-Motivik herstellen, etwa zu einer Romantisierung der Räuberrolle. In Kurzprosastücken verweist Walser teilweise explizit auf Schillers „Räuber“. Ebenso wird auf Christian August Vulpius’ Roman Rinaldo Rinaldini, der Räuberhauptmann verwiesen.

## Das Verhältnis zwischen Erzähler und Figur
Der Räuber erscheint manchmal als alter ego des Erzählers: „Ich muss immer acht geben, dass ich mich nicht mit ihm verwechsle“ (87), „Wo sah ich das? Vielmehr, wo hat das der Räuber gesehen?“ (93), wobei literaturwissenschaftliche Auswertungen des Manuskripts ergeben haben, dass Walser hier tatsächliche Verschreiber aufgegriffen und damit sehr konsequent der Forderung, es müsse „etwas Impulsives ins Schreiben hineinkommen“ (77), gehorcht hat. Es lassen sich auch wichtige Parallelen zwischen dem Räuber und dem Erzähler ziehen – beide sind Schriftsteller, beide sehen sich mit gesellschaftlicher Ächtung konfrontiert, beide zeigen eine gewisse Unangemessenheit in ihrem Verhalten: „Schade, daß ich jetzt übrigens nie mehr wieder ins Büffet II. Klasse treten darf, wo ich mich dadurch unmöglich gemacht habe, daß ich dem Oberkellner meinen Strohhut zum Aufhängen übergab, eine Weltmännischkeit, von welcher der ganze Saal mißbilligend Notiz nahm“ (20 f), heißt es beispielsweise über den Erzähler; über den Räuber hingegen: „Einmal, so auf der Straße, als ihn ein Herr von gutem Aussehen so mir nichts dir nichts angähnte, warf er ihm den Zigarettenrest in dieses offene Gähnloch hinein. (…) Man kann diese Handlungsweise betiteln: des Räubers Rache. Glücklicherweise war sie von niedlicher Art.“ (61 f)
An anderen Stellen findet eine explizite Abgrenzung statt, die zum Teil Persiflage ist: „Ich bin ich, und er ist er. Ich habe Geld, und er hat keines. Darin besteht der große Unterschied.“ (190) Der Räuber wird mitunter als Rivale betrachtet, der dem Erzähler im Text die Show stiehlt: „Plötzlich steht wieder dieser dumme Räuber da, und ich verschwinde neben ihm.“ (93)
Auch hier lässt sich, wie in der Form des Erzählprozesses, eine Spiegelung des Verhältnisses zwischen Autor und Erzählstoff erkennen, bzw. eine Parodie hierauf: Während der Autor zum einen darauf besteht, nicht mit seinen Figuren in eins gesetzt zu werden, möchte er zum anderen eigene Ansichten und Beobachtungen einfließen lassen und seine Weltsicht in seinem Werk zum Ausdruck bringen.

## Die Unangepasstheit in der Devotheit
Ein Motiv, das in Walsers Werk häufig, am ausführlichsten im Jakob von Gunten, behandelt wird, ist das der Unterordnung, die jedoch, da sie freiwillig geschieht und vom sich Unterordnenden als solche erkannt und lustvoll ausgekostet wird, etwas gesellschaftlich Subversives bekommt. Ganz besonders das Verhältnis des Räubers zu Frauen ist durch eine solche bewusste Devotheit gekennzeichnet: Beispielsweise „leckte er, indem er dachte, er sei ihr Page, dies Löffelchen der Witwe ab“ (21), und hat damit „also eine stattliche Leistung auf erotischem Gebiet zustande gebracht, er, der sonst in diesem Fach stets schwach oder doch ungenügend geblieben war“ (22). Und einmal „stellte sich der Räuber so vor, wie er in einem Auftrag, den ihm Edith gegeben habe, springe und springe und wie er zusammenbräche, und wie sie's sähe und nur so ein ganz klein wenig deswegen besorgt lächle, und er fand dies zum Bezaubern“ (134 f). Durch das bewusste Auskosten der Devotheit behält der Devote letztlich die Zügel in der Hand und kann das Verhältnis jederzeit umkehren; dies entspricht einem Prinzip der zyklischen Bewegung, bei dem jede Regung, um Ausgleich zu finden, in ihr Gegenteil mündet: „Man muss schlecht gewesen sein, um ein Sehnen nach dem Guten zu spüren. Und man muss unordentlich gelebt haben, um zu wünschen, Ordnung in sein Leben zu bringen. Also führt die Geordnetheit in Unordnung, die Tugend ins Laster, die Einsilbigkeit ins Reden, die Lüge in die Aufrichtigkeit, letztere in erstere, und die Welt und das Leben unserer Eigenschaften sind rund, nicht wahr, Monsieur, und diese kleine Geschichte bildet eine Art von Einflechtung.“ (114 f)

## Belegstellen
1. ↑  (119)

## Ausgaben
Deutsch:
- Suhrkamp, Frankfurt 2006, ISBN 978-3-518-41868-0.
- Suhrkamp, Zürich 1991, ISBN 3-518-37612-8. (Suhrkamp-Taschenbuch 1112)
- Suhrkamp, Frankfurt 1988, Hrsg. Bernhard Echte und Werner Morlang, ISBN 3-518-01972-4. (Bibliothek Suhrkamp Band 972) (Entspricht: Robert Walser: Aus dem Bleistiftgebiet. Band 3, Suhrkamp Verlag, Frankfurt a. M. 1986)
- Suhrkamp, Frankfurt 1986, Im Auftrag des Robert Walser-Archivs der Carl Seelig-Stiftung Zürich neu entziffert. Hrsg. Bernhard Echte u. a. 24 Faksimileblätter + Transkription des Faksimiles, ISBN  3-518-03084-1.

Übersetzungen:
- Dänisch: Røveren. Übersetzt von René Jean Jensen. Basilisk, København 2006, ISBN 87-91407-18-4.
- Französisch:  Le brigand. Übersetzt von Jean Launay. Gallimard, Paris 1996, ISBN 2-07-040090-5. (Reihe Folio)
- Norwegisch: Røveren. Übersetzt von Sverre Dahl. Bokvennen, Oslo 2004, ISBN 82-7488-136-2. (Serie Moderne tider)
- Portugiesisch: O salteador. Übersetzt von Leopoldina Almeida. Relógio d’Agua, Lisboa 2003, ISBN 972-708-716-7.
- Russisch: Razbojnik. Übersetzt von Anna Glazova. Mitin Žurnal, Tverʹ 2005, ISBN 5-98144-037-6.
- Slowenisch: Ropar. Übersetzt von Slavo Šerc. Nova Revija, Ljubljana 2009, ISBN 978-961-6580-56-4.